# Adrian Thomas Smith
Adrian Thomas Smith SM (* 4. Mai 1940 in Dublin) ist ein irischer Ordensgeistlicher und emeritierter römisch-katholischer Erzbischof von Honiara auf den Salomonen.

## Leben
Adrian Thomas Smith trat der Ordensgemeinschaft der Maristenpatres bei und empfing am 26. März 1966 die Priesterweihe.
Papst Johannes Paul II. ernannte ihn am 19. Februar 1983 zum Weihbischof in Honiara und zum Titularbischof von Vissalsa. Der Erzbischof von Honiara, Daniel Willem Stuyvenberg SM, spendete ihm am 24. April desselben Jahres die Bischofsweihe; Mitkonsekratoren waren Peter Kurongku, Erzbischof von Port Moresby, und Francesco De Nittis, Pro-Nuntius in Papua-Neuguinea und Apostolischer Delegat auf den Salomonen.
Am 3. Dezember 1984 wurde er zum Erzbischof von Honiara ernannt und am 27. Januar des nächsten Jahres in das Amt eingeführt.
Papst Franziskus nahm am 22. Juni 2016 seinen altersbedingten Rücktritt an.